# Harvest (2024)
Harvest ist ein Filmdrama von Athina Rachel Tsangari. In dem Film im Stil eines Western, der auf dem gleichnamigen Roman von Jim Crace basiert, sind Caleb Landry Jones und Harry Melling in den Hauptrollen zu sehen. In Harvest verschwindet im Laufe von sieben halluzinatorischen Tagen ein Dorf ohne Namen in einer unbestimmten Zeit und an einem unbestimmten Ort. Der Film feierte Anfang September 2024 bei den Internationalen Filmfestspielen von Venedig seine Premiere, wo er im Wettbewerb für den Goldenen Löwen gezeigt wurde. Der Kinostart in Deutschland war im Mai 2025.

## Handlung
Im 18. Jahrhundert. Als die Bewohner eines abgelegenen englischen Dorfes, die von Viehzucht und Feldarbeit leben, am Morgen nach der Ernte erwachen und sich auf den Weg zu einem wohlverdienten, gemeinsamen Mahl machen, wird die Stimmung von zwei Rauchsäulen getrübt, die über dem Waldrand auftauchen. In der Nacht hat ein Brand die Nebengebäude des Gutsbesitzers zerstört.
Die ansonsten friedlichen Bewohner reagieren abwehrend auf Fremdes. Als ein anderer Lord Anspruch auf das Land erhebt und mehr Profit aus dem Boden schlagen will, steht nicht nur der Frieden, sondern die ganze Lebensart der Dorfbevölkerung in Frage. Als Kindheitsfreund des Lords und als Zugezogener gerät ein Mann in ein Spannungsfeld, in dem seine Loyalität gegenüber den anderen Dorfbewohnern auf die Probe gestellt wird.

## Literarische Vorlage

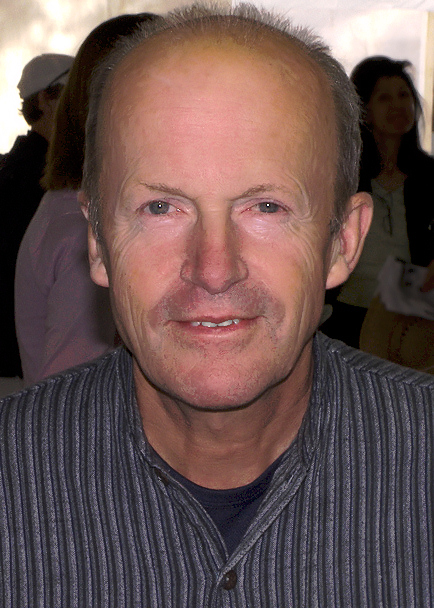
Der Autor Jim Crace

Der Film basiert auf dem Roman Harvest von Jim Crace aus dem Jahr 2013. Der Autor kündigte an, dies werde sein letzter Roman gewesen sein. Harvest wurde 2013 für den Booker Prize, den Goldsmiths Prize und den Walter Scott Prize nominiert und im gleichen Jahr mit dem James Tait Black Memorial Prize und zwei Jahre später mit dem International Dublin Literary Award ausgezeichnet. Im Jahr 2019 belegte Harvest den 81. Platz auf der Liste der 100 besten Bücher des 21. Jahrhunderts des Guardian. Walter Thirsk, der Protagonist des Romans, erzählt darin die Geschichte aus seiner Perspektive.

## Produktion

### Filmstab

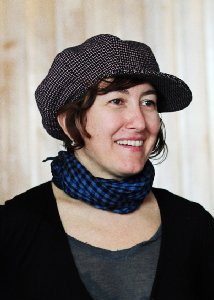
Die griechische Regisseurin Athina Rachel Tsangari

Regie führte die Griechin Athina Rachel Tsangari, die zusammen mit der US-Amerikanerin Joslyn Barnes auch das Drehbuch schrieb, die gemeinsam mit Marie-Elena Dyche, Rebecca O’Brien und Michael Weber auch als Produzentinnen des Films fungieren. Es handelt sich bei Harvest um ihren ersten englischsprachigen Spielfilm. Tsangari ist vor allem für ihren Film Attenberg bekannt, für den sie bei den Internationalen Filmfestspielen von Venedig 2010 mit dem Lina Mangiacapre Award ausgezeichnet wurde und deren Hauptdarstellerin Ariane Labed dort den Coppa Volpi erhielt. Auch ihre fünf Jahre später folgende Komödie Chevalier erhielt zahlreiche Auszeichnungen. Zudem führte Tsangari bei zwei Folgen der Fernsehserie Borgia Regie. Der von Barnes über Louverture Films produzierte Film Capernaum – Stadt der Hoffnung erhielt im Jahr 2019 eine Oscar-Nominierung. Tsangari widmete Harvest ihren Großeltern in Griechenland, „deren Ackerland jetzt eine Autobahn ist“.

### Besetzung und Synchronisation
Caleb Landry Jones spielt Walter „Walt“ Thirsk und Harry Melling Master Charles Kent. Thalissa Teixeira ist in der Rolle von Mistress Beldam zu sehen und Arinzé Kene in der Rolle des Kartografen Quill, den Charles Kent in die Stadt geholt hat, um das Land zu kartieren. Rosy McEwen spielt Walts Freundin Kitty und Frank Dillane Charles‘ Cousin Edmund Jordan.
Die deutsche Synchronisation entstand nach einem Dialogbuch von Klaus Terhoeven und der Dialogregie von Roland Hüve im Auftrag der logoSynchron GmbH in Köln.
| Darsteller               | Synchronsprecher         | Rolle                |
| ------------------------ | ------------------------ | -------------------- |
| Harry Melling            | Heiko Obermöller         | Master Kent          |
| Caleb Landry Jones       | Ben Steinhoff            | Walter 'Walt' Thirsk |
| Frank Dillane            | Louis Friedemann Thiele  | Master Jordan        |
| Rosy McEwen              | Milena Karas             | Kitty Gosse          |
| Lupi Moll                | Volker Niederfahrenhorst | Abel Saxton          |
| Antonia Quirke           | Chris Nonnast            | Agnes Carr           |
| Grace Jabbari            | Haley Louise Jones       | Alice Carr           |
| Emma Hindle              | Janina Sachau            | Anne Rogers          |
| Gary Maitland            | Jochen Langner           | Bedlam (alt)         |
| Noor Dillian-Night       | Michael-Che Koch         | Bedlam (jung)        |
| Stephen McMillan         | Ali Marcel Yildiz        | Brooker Higgs        |
| Edith Elliott            | Lilith Pfeiffer          | Carrie Carr          |
| Mitchell Robertson       | Gerrit Schaetzing        | Christopher Derby    |
| Tom Bonniwell            | Oliver Schnelker         | Gervase Carr         |
| Jack Mackay              | Volker Niederfahrenhorst | Higgs SR             |
| Neil Leiper              | Peter Lontzek            | John Carr            |
| Paul Fegan               | Holger Schulz            | Liam Derby           |
| Maya Bonniwell           | Malou Naas               | Lizzie Carr          |
| Ruby Isla Heritage Crabb | Johanna Giraud           | Mary Carr            |
| Thalissa Teixeira        | Jenny Laura Bischoff     | Mistress Beldam      |
| Nicola Moll              | Hildegard Meier          | Mutter Derby         |
| Arinzé Kene              | Arne Obermeyer           | Quill                |
| Gordon Brown             | Holger Schulz            | Steven Baynham       |
| Oran Charlton            | Stefan Naas              | Thomas Derby         |

### Filmförderung, Szenenbild und Dreharbeiten
Die Film- und Medienstiftung NRW förderte den Film mit 350.000 Euro. Von Creative Europe MEDIA erhielt er eine Förderung in Höhe von 50.000 Euro.
Das Szenenbild schuf Nathan Parker, der in der Vergangenheit unter anderen für die Filme I Am Not a Witch von Rungano Nyoni und The Kitchen von Kibwe Tavares und Daniel Kaluuya tätig war und für letztere Arbeit bei den British Independent Film Awards 2023 ausgezeichnet wurde.
Die Dreharbeiten fanden im Sommer 2023 in und um Oban in Schottland statt. Als Kameramann fungierte Sean Price Williams.

### Filmmusik und Veröffentlichung
Für die Filmmusik zeichneten neben dem Franzosen Nicolas Becker, der für seine Arbeit am Film Sound of Metal im Rahmen der Oscarverleihung 2021 ausgezeichnet wurde, Ian Hassett, Hauptdarsteller Caleb Landry Jones und Lexx verantwortlich. Das Soundtrack-Album mit insgesamt 35 Musikstücken wurde Ende Juni 2025 von Roman Molino Dunn als Download veröffentlicht.
Den Vertrieb des Films übernahm The Match Factory. Die Rechte, unter anderem für Deutschland und Österreich, sicherte sich der Streamingdienst MUBI. Der Film feierte am 3. September 2024 bei den Internationalen Filmfestspielen von Venedig seine Premiere. Im September 2024 wurde Harvest auch beim Toronto International Film Festival gezeigt. Ende September, Anfang Oktober 2024 wurde Harvest beim New York Film Festival vorgestellt und hiernach beim London Film Festival, beim Chicago International Film Festival und beim AFI Fest. Ende Oktober 2024 wurde er bei der Viennale gezeigt und im November 2024 beim Internationalen Filmfestival Mannheim-Heidelberg. Ende Januar, Anfang Februar 2025 wurde der Film beim Göteborg International Film Festival vorgestellt. Ende März 2025 wurde er bei der Diagonale vorgestellt. Mitte, Ende April 2025 wurde Harvest auch beim San Francisco International Film Festival gezeigt. Der Weltvertrieb liegt bei The Match Factory. Der Kinostart in Deutschland war am 22. Mai 2025. Im Juni 2025 wurde er beim Sydney Film Festival vorgestellt.

## Rezeption

### Altersfreigabe und Kritiken
In Deutschland wurde der Film von der FSK ab 16 Jahren freigegeben. In der Freigabebegründung heißt es, der Film verarbeite in ruhiger Erzählweise und stilisierter Inszenierung Motive des Western und erzähle in immer wieder archaisch anmutenden Bildern vom Ende der Traditionen und dem Aufstieg des Profitstrebens. Einem jugendlichen Publikum biete er dabei kaum Anknüpfungs- und Identifikationsmöglichkeiten. Jugendliche ab 16 Jahren seien auf der Basis ihrer Medienerfahrung in der Lage, drastische Darstellungen von Gewalt und Verletzungen in den Kontext einzuordnen und zu verarbeiten, ebenso Szenen mit Nacktheit und Sexualität.
Die Kritiken fielen gemischt aus. Bei Rotten Tomatoes sind 73 Prozent der aufgeführten Kritiken positiv. Bei Metacritic erhielt der Film einen Metascore von 69 von 100 möglichen Punkten.

### Auszeichnungen
Harvest befindet sich in der Vorauswahl zum Europäischen Filmpreis 2024.
Chicago International Film Festival 2024
- Nominierung im International Feature Competition[21]

Internationales Frauen Film Fest Dortmund+Köln 2025
- Nominierung im Internationalen Spielfilmwettbewerb
- Nominierung für den Publikumspreis[33]

Internationale Filmfestspiele von Venedig 2024
- Nominierung im Wettbewerb um den Goldenen Löwen